# Villa Cappellano
Villa Cappellano è un edificio storico situato nelle campagne di Delia, pur ricadendo all'interno del territorio comunale di Caltanissetta. Fu costruito alla fine del XVI secolo come residenza estiva dei gesuiti di Caltanissetta, e oggi versa in stato di abbandono.

## Storia
Il territorio su cui sorge villa Cappellano è noto sin dall'antichità per le caratteristiche favorevoli all'agricoltura e alla pastorizia; in epoca romana era attraversato dal Cursus Publicus, una strada dell'Itinerario antonino che collegava Agrigento con Catania, e che passava per la Statio Petiliana, identificata nel luogo su cui sorge Delia.
La villa fu costruita dai gesuiti sul finire del XVI secolo, su impulso di Francesco II Moncada, conte di Caltanissetta, e sua madre donna Luisa, che nel 1588 donarono terre e finanziamenti. I gesuiti la gestirono come un'efficiente azienda agricola, concedendo appezzamenti di terra in usufrutto ai contadini locali. Anche quando furono espulsi per la prima volta dalla Sicilia, nel 1767, le attività agricole continuarono; al loro ritorno, nel 1808, furono restituiti loro la villa e l'intero fondo.
Dal 1843, non ritenendola più idonea alle loro esigenze, i gesuiti si trasferirono nella nuova casina alle Balate, nei pressi di Caltanissetta, e il fondo di villa Cappellano fu suddiviso e assegnato, forse in enfiteusi, a cinque diverse persone. Con l'eversione dell'asse ecclesiastico del 1866, la villa e i terreni furono messi all'asta e comprati dalla famiglia nissena dei baroni Calafato. Nel 1939 fu acquistata dalla diocesi di Caltanissetta che ne fece la residenza estiva per i seminaristi fino al 1958. Dopo essere passata temporaneamente ai privati nel 1972, è tornata di proprietà della diocesi.

## Descrizione
Si tratta di uno dei pochi esempi di monastero-fattoria esistenti in Sicilia: è composto da diversi corpi di fabbrica che si affacciano su un vasto cortile quadrangolare a cui si accede tramite una galleria. La facciata principale si sviluppa su due elevazioni contrassegnate da tre file di aperture; il portale d'ingresso, a tutto sesto, è realizzato in pietra bugnata, tipica del primo barocco palermitano, mentre il balcone sovrastante è sorretto da mensole con motivi floreali. Al pian terreno sono riconoscibili quattro ambienti, due laterali probabilmente utilizzati per il refettorio e il laboratorio, e due centrali occupati dall'androne e dal frantoio. Uno scalone conduce al piano nobile, dove si trovano le sedici celle dei padri, collegate da due corridoi che si intersecano formando una volta a crociera.
Del complesso fa parte anche una cappella dedicata al Sacro Cuore di Gesù. All'esterno, la facciata è caratterizzata da un portale a tutto sesto in pietra bugnata; due paraste sorreggono un architrave decorato con motivi a metope, triglifi e gocciole, a cui è direttamente collegata la finestra che illumina l'interno. All'interno sono presenti decorazioni a riquadri di stucco bianco, nelle sovrapporte, nella volta a botte e nell'altare maggiore, quest'ultimo ormai seriamente lesionato. La cappella è stata spogliata degli arredi sacri; non si hanno più notizie di un quadro di San Francesco Saverio copia di quello conservato presso la Chiesa del Collegio di Caltanissetta, mentre si trova nella Madrice di Delia la complessa cornice barocca scolpita in legno di noce, che la tradizione vuole sia stata scolpita per volere di donna Luisa da un padre gesuita che vi impiegò ben dieci anni. Di particolare rilievo è la pavimentazione in maiolica del Settecento calatino che si trova nella sacrestia.